# Filip Lardon
Filip Lardon (Schoten, 22 september 1966) is een Belgisch hoogleraar, kankerspecialist, decaan van de Faculteit Geneeskunde en Gezondheidswetenschappen en ere-vicerector van de Universiteit Antwerpen. Hij is tevens diensthoofd van het Centrum voor Oncologisch Onderzoek van de Universiteit Antwerpen / Universitair Ziekenhuis Antwerpen.

## Academische loopbaan
Na zijn secundair onderwijs te hebben afgerond op het Sint-Jan Berchmanscollege Westmalle, studeerde Lardon eerst Biologie-Fysiologie aan de Universiteit Hasselt (bachelor, 1985-1987) en de Universiteit Antwerpen (master, 1987-1989). Hij vervolgde zijn studies aan de Faculteit Geneeskunde en Gezondheidswetenschappen van de Universiteit Antwerpen (1989-1995) en in 1995 promoveerde hij in de geneeskunde met een doctoraat. Daarna werd hij aangesteld als postdoctoraal onderzoeksleider aan de dienst Experimentele Hematologie (Universitair Ziekenhuis Antwerpen – Universiteit Antwerpen).
In 1998 werd hij benoemd tot docent aan de Faculteit Geneeskunde en Gezondheidswetenschappen van de Universiteit Antwerpen en diensthoofd van het Laboratorium voor Kankeronderzoek en Klinische Oncologie, dat hij later omvormde tot het Centrum voor Oncologisch Onderzoek. Hij promoveerde in 2012 tot hoogleraar in en in 2015 tot gewoon hoogleraar.
Van 2016 tot 2024 was Lardon vicerector van de Universiteit Antwerpen. Sinds 2024 is hij Decaan van de Faculteit Geneeskunde en Gezondheidswetenschappen van diezelfde universiteit.

## Dienstverlening - Wetenschapscommunicatie
Lardon heeft verschillende boeken geschreven voor een breed publiek en geeft voordrachten over ziekte en gezondheid, meer in het bijzonder over kanker. In 2015 realiseerde hij een antirookproject voor jongeren en scholen, waarvoor hij ook steun en erkenning kreeg van het Vlaams Agentschap Zorg en Gezondheid. Dit project heet 'Een teer onderwerp ... voor nicotieners'. Hij trekt daarmee naar scholen en jeugdverenigingen om kinderen en jongeren van het roken en vapen te houden.
Lardon is ook actief wetenschapscommunicator, waarbij hij onder meer al verschillende colleges en podcasts gaf, o.a. voor VRT en voor de Universiteit van Vlaanderen. In 2021 werd hij geselecteerd als 'invited speaker' voor een TEDx-talk.

## Erkenning
- Lardon wordt regelmatig geconsulteerd in de pers (geschreven, radio en televisie) voor actuele duiding rond zijn expertisegebied.
- In 2004 werd een eencellig organisme, een diatomee uit de subantarctische wateren, naar hem genoemd: Stauroneis lardonii [9]
- Voor zijn informatie- en sensibiliseringscampagnes ontving hij de Prijs Dienstverlening (2011) en de Prijs Wetenschapscommunicatie (2016) van de Universiteit Antwerpen.
- In 2017 werd hij door de Koninklijke Vlaamse Academie van België bekroond met de Loopbaanprijs voor Wetenschapscommunicatie (Lifetime Achievement Award).[1][10] Hij staat daarmee samen in de lijst met topwetenschappers als Herman Van Goethem (2014), Jean-Jacques Cassiman (2018), Christine Van Broeckhoven (2019), Marc Van Ranst (2020) en Piet Hoebeke (2022).
- In 2021 werd Lardon opgenomen als expert e-sigaret/nicotine in de Hoge Gezondheidsraad.

## Publicaties
Lardon is auteur of co-auteur van meer dan 200 internationale peer-reviewed wetenschappelijke publicaties, voornamelijk in de discipline oncologie. Hij heeft een h-index van 55.
Daarnaast is Lardon auteur van volgende boeken:
- Twee doden per uur. Alles wat je moet weten over (stoppen met) roken en vapen.[13] – Filip Lardon – Uitgeverij Borgerhoff en Lamberigts, 2024
- Deux morts par heure. Tout ce que vous devez savoir sur (arrêter de) fumer en vapoter.[14] – Filip Lardon – Uitgeverij Borgerhoff en Lamberigts, 2024
- Kanker. Van research tot patiënt.[15] – Filip Lardon, Marc Peeters – Uitgeverij Van In, 2021

- Naar een wereld zonder kanker? Hoe wetenschap de ziekte overwint.[16] – Filip Lardon – Uitgeverij Manteau, 2017
- Kanker, inzichten en vooruitzichten.[17] – Filip Lardon – Uitgeverij De Boeck, Antwerpen, 2016
- Een teer onderwerp ... voor nicotieners: antirookcampagne voor jongeren en voor scholieren van de A-stroom van het secundair onderwijs.[6] – Filip Lardon - Standaard Uitgeverij Professional, Antwerpen, 2015
- Een teer onderwerp ... voor nicotieners: antirookcampagne voor jongeren en voor scholieren van de B-stroom van het secundair onderwijs.[6] – Filip Lardon – Standaard Uitgeverij Professional, Antwerpen, 2015
- Comprendre le cancer. Quand une cellule déraille – Filip Lardon – Editions MARDAGA, Bruxelles, 2014
- Een duidelijke kijk op kanker. Als een cel in het lichaam ontspoort – Filip Lardon - Uitgeverij De Boeck, Antwerpen, 2011
- Kanker biomedisch bekeken – Bracke Marc, Lardon Filip, Vandenberghe Peter, Vanderkerken Karin – Uitgeverij De Boeck, Antwerpen, 2011